# Síla Jména
Síla Jména je stručný spis anglického pravoslavného teologa, biskupa Kallista Warea, rozebírající tzv. Ježíšovu modlitbu ve světle tradice hésychasmu.

## O knize
Kallistos Ware v knize rozebírá starobylou praxi tzv. Ježíšovy modlitby na podkladě tradice hésychasmu. Podrobně se zabývá jejím obsahem a smyslem, kterým je v konečném důsledku sjednocení s Kristem - theosis a účast na perichorezi osob Nejsvětější Trojice. Zmiňuje také praxi ovládání dechu, která modlitbu provází (jedna část slov modlitby je vázána na nádech, druhá na výdech). Vnitřní "modlitba srdce" se tak stává zároveň modlitbou těla a duše.